# Ресурси за курс
Терминът ресурси за курс (на английски: courseware) се използва за означаване на всички дигитализирани учебни материали, т.е. образователни ресурси, насочени към или свързани с ученето и преподаването на учебен предмет или курс.
За много образователни технолози ресурсите за курс са продукт от компютъризирането на учебните материали. Нещо повече, те са проектирани като комплекти от инструменти за преподаватели и инструктори или като ръководства за учащи, обикновено окомплектовани под формата на компютърни материали. ресурсите за курс могат да обхванат коя да е област на познанието, като те са широко използвани в информационните технологии.
Значението на този термин и употребата му са се разпространили толкова, че може да се отнасят за целия курс и всичките му допълнителни материали, когато се използва във връзка с онлайн или „компютърно форматирана“ класна стая. Много фирми използват този термин, за да опишат цял „пакет“, състоящ се от клас или курс предоставен с разнообразни уроци, тестове и други необходими материали. Самите ресурси за курс могат да бъдат в различни формати, някои от които може да са достъпни само онлайн като html страници, докато други могат да бъдат свалени и офлайн в различни формати.
Ресурсите за курс могат да включват:
- материали за курсове, водени от инструктори (преподаватели);
- материали за самоподготовка, състоящи се от компютърно-базирани упражнения;
- уеб сайтове, които предлагат интерактивно обучение
- материали, които се координират чрез Интернет, подпомагащи дистанционното обучение;
- видео материали за самостоятелна употреба или използвани като част от курс;
- курсов план и упражнения, разработени от обучаващите;
- материали в университет, които са достъпни за всички, т.е. предоставена е възможността те да бъдат разглеждани и използвани.

Ресурсите за курс обикновено са предоставени свободно за ползване от всички, независимо къде се намират. Освен чрез Интернет тези ресурси могат да се разпространяват и чрез CD или DVD носители. Основното предимство на този вид ресурси, е че могат да се използват многократно и да се обновяват и подобряват. Те предоставят висококачествено образование по начин, който е по-бърз, по-евтин и по-добър в сравнение със стандартните образователни материали.